# FK Kułykiw
FK Kułykiw (ukr. ФК «Куликів») – ukraiński klub piłki nożnej, mający siedzibę w miasteczku Kulików w obwodzie lwowskim, na zachodzie kraju, występujący od sezonu 2024/25 w rozgrywkach ukraińskiej Druhiej lihi.

## Historia
Chronologia nazw:
- 2008: FK Kułykiw (ukr. ФК «Куликів»)
- 2020: Junist Hujcze/Kułykiw (ukr. ФК «Юність» (Гійче/Куликів))
- 2021: FK Kułykiw (ukr. ФК «Куликів»)
- 30.07.2023: FK Kułykiw-Biłka (ukr. ФК «Куликів-Білка» (Куликів))
- 04.03.2024: FK Kułykiw (ukr. ФК «Куликів»)

Klub piłkarski FK Kułykiw został założony w Kulikowie w czerwcu 2008 roku. 
Już wcześniej, po drugiej wojnie światowej zespół piłkarski w Kulikowie po raz pierwszy zaczął rywalizować w zawodach regionalnych. Do 1962 roku Kulików był siedzibą rejonu i zgodnie z ówczesnymi przepisami miał zapewnione miejsce w mistrzostwach obwodu. Jednak miejscowi piłkarze nie mogli konkurować na równi z liderami futbolu obwodu lwowskiego. Chociaż były pewne osiągnięcia: w 1954 roku "Kołhospnyk" został zwycięzcą drugiej ligi, a trzy lata później gracze "MTS" odnieśli ten sam sukces. W 1960 roku "Spartak" dotarł do finału pucharu obwodu, gdzie przegrał 1:2 z drużyną wojskową Jaworowa.
W latach 70. XX wieku drużyn z Kulikowa stała się jedną z wizytówek prowincjalnej piłki nożnej obwodu lwowskiego. Miejscowy "Motor" został mistrzem (1974) i wicemistrzem (1975) mistrzostw obwodu towarzystwa "Kołos", finalista (1972, 1978) i zdobywca (1976, 1977) Pucharu obwodu "Kołos" oraz uczestniczy w rozgrywkach republikańskich, reprezentując wiejską piłkę nożną obwodu lwowskiego.
Rok 1987 był kolejnym znaczącym rokiem w historii kulikowskiej piłki nożnej. To wtedy "Motor" został zwycięzcą Pucharu ObłAgroPromu, mistrzem obwodu lwowskiego wśród drużyn II ligi i dotarł do finału pucharu obwodu, gdzie przegrał 2:3 z Awanhardem Żydaczów w zaciętej walce na boisku przeciwnika. Potem przez dwa lata występował w pierwszej lidze obwodowej, a wraz z odzyskaniem przez Ukrainę niepodległości praktycznie wszystkie zakłady w Kulikowie upadły i drużyna zaprzestała funkcjonować. Nawet w warunkach kryzysu gospodarczego powstała drużyna "Oliko", która w 1995 roku dotarła do finału pucharu rejonu. W 2000 roku powstał "FK Kułykiw", który w 2001 roku został finalistą jesiennego pucharu obwodu "Kolos", ale w 2004 roku również przestał istnieć.
Dopiero po odrodzeniu klubu zespół startował w sezonie 2008 w drugiej lidze mistrzostw obwodu lwowskiego. W następnym roku awansował do pierwszej ligi, a już w 2010 grał w wyższej lidze mistrzostw obwodu lwowskiego. W 2011 debiutował na najwyższym poziomie mistrzostw obwodu lwowskiego, zajmując pierwsze miejsce w Premier-lidze. Jednak po zakończeniu sezonu 2013, w którym był czwartym w tabeli ligowej, klub zrezygnował z dalszych występów. Dopiero w 2017 ponownie startował w mistrzostwach obwodu lwowskiego, rywalizując w trzeciej lidze. Sezon 2019 znów opuścił, a w 2020 klub połączył się z "Junist" z Hujcze. Połączony zespół z nazwą "Junist Hujcze/Kułykiw" zdobył brązowe medale mistrzostw obwodu lwowskiego. W następnym sezonie fuzja została rozwiązana i jako "FK Kułykiw" zmagał się w Premier-lidze, zajmując czwarte miejsce. W 2022 zespół spadł na końcową 11.pozycję. 
30 lipca 2023 roku klub połączył się z "Junist" ze wsi Biłka Górna w jeden klub o nazwie "FK Kułykiw-Biłka". W sezonie 2023/24 z nazwą FK Kułykiw-Biłka startował w rozgrywkach Amatorskiej ligi Ukrainy, zwyciężając w grupie 1, ale potem w ćwierćfinale przegrał w dwumeczu 0:0, 1:1 z przyszłym finalistą mistrzostw Probij Horodenka. 4 marca 2024 klub przyjął nazwę "FK Kułykiw". Latem 2024 roku klub zgłosił się do rozgrywek Drugiej ligi (D3) i otrzymał status profesjonalny.

## Barwy klubowe, strój, herb, hymn
|  |  |

Klub ma barwy zielono-żółte. Piłkarki domowe spotkania zazwyczaj grają w białych koszulkach, białych spodenkach oraz białych getrach.

## Sukcesy

### Trofea międzynarodowe
Do chwili obecnej klub jeszcze nigdy nie zakwalifikował się do rozgrywek europejskich.

### Trofea krajowe
| \| \| Zdobyte trofea w rozgrywkach Ukrainy (stan na: 11-07-2024) \| |                                                            |      |          |
| Rozgrywki                                                           | Osiągnięcie                                                | Razy | Sezon(y) |
| · Mistrzostwo                                                       | I miejsce                                                  | 0    |          |
| · Mistrzostwo                                                       | II miejsce                                                 | 0    |          |
| · Mistrzostwo                                                       | III miejsce                                                | 0    |          |
| Puchar                                                              | zdobywca                                                   | 0    |          |
| Puchar                                                              | finalista                                                  | 0    |          |
| Puchar                                                              | ?                                                          | 1    | 2024/25  |
| II liga                                                             | I miejsce                                                  | 0    |          |
| II liga                                                             | II miejsce                                                 | 0    |          |
| II liga                                                             | III miejsce                                                | 0    |          |
| Ukraina                                                             | Zdobyte trofea w rozgrywkach Ukrainy (stan na: 11-07-2024) |      |          |

- Druha liha (D3):
  - ?.miejsce (1x): 2024/25
- Amatorska liga (D4):
  - mistrz (1x): 2023/24 (gr. 1)
- mistrz obwodu lwowskiego: 2011, 2023
- brązowy medalista obwodu lwowskiego: 2012
- zwycięzca wyższej ligi mistrzostw obwodu lwowskiego: 2010
- zwycięzca II ligi mistrzostw obwodu lwowskiego „Kolos”: 2008
- zwycięzca międzynarodowego turnieju „Puchar Federacji Futbolu obwodu lwowskiego”: 2010
- finalista Jubileuszowego Pucharu Federacji Futbolu obwodu lwowskiego: 2010
- finalista turnieju „Memoriał Ernesta Justa”: 2010, 2011
- finalista Pucharu Lwowskiego Towarzystwa „Kolos” „Jesień – 2008”: 2008
- zdobywca Pucharu Lwowskiego Towarzystwa „Kolos” "Wiosna - 2009”: 2009

## Poszczególne sezony

### Rozgrywki międzynarodowe

#### Europejskie puchary
Nie uczestniczył w rozgrywkach europejskich.

### Rozgrywki krajowe
| \| Ukraina \| Bilans występów klubu w rozgrywkach piłkarskich Ukrainy (Stan na 31 maja 2024 r.) \| \| |                                                                                   |        |       |   |   |   |    |    |     |            |        |        |      |
| Poziom                                                                                                | Rozgrywki                                                                         | Sezony | Mecze | Z | R | P | B+ | B– | Pkt | Lata       | Awanse | Spadki | Naj. |
| I | Premier-liha                                                                      | 0      |       |   |   |   |    |    |     |            | 0      | 0      |      |
| II | Persza liha                                                                       | 0      |       |   |   |   |    |    |     |            | 0      | 0      |      |
| III                                                                                                   | Druha liha                                                                        | 1      |       |   |   |   |    |    |     | od 2024/25 | 0      | 0      | ?    |
| IV | Amatorska liha                                                                    | 1      |       |   |   |   |    |    |     | 2023/24    | 1      | 0      | 1    |
| | Puchar Ukrainy                                                                    | 1      |       |   |   |   |    |    |     | od 2024    | 0      | 0      |      |
| Ukraina                                                                                               | Bilans występów klubu w rozgrywkach piłkarskich Ukrainy (Stan na 31 maja 2024 r.) |        |       |   |   |   |    |    |     |            |        |        |      |

## Piłkarze, trenerzy, prezydenci i właściciele klubu

### Trenerzy
...
- 2023–...:  Bohdan Kostyk

## Struktura klubu

### Stadion
Klub piłkarski rozgrywa swoje mecze domowe na stadionie Arena-Kułykiw w Kulikowie, który może pomieścić 700 widzów.

## Kibice i rywalizacja z innymi klubami

### Derby
- Karpaty Lwów
- Ruch Lwów